# Haft Matyó
Haft Matyó (węg. matyó hímzés) – rodzaj tradycyjnego haftu wykonywanego przez rzymskokatolicką społeczność Matyó zamieszkującą okolice miasta Mezőkövesd w północno-wschodniej części Węgier.
W grudniu 2012 roku podczas odbywającej się w Paryżu 7. sesji Międzyrządowego Komitetu ds. Ochrony Niematerialnego Dziedzictwa Kulturowego sztuka haftu tradycyjnej społeczności Matyó wpisana została na listę reprezentatywną niematerialnego dziedzictwa kulturowego UNESCO. Pełna nazwa wpisu w języku angielskim to Folk art of the Matyó, embroidery of a traditional community, zaś w języku węgierskim – Matyó népművészet – egy hagyományos közösség hímzéskultúrája.

## Charakterystyka

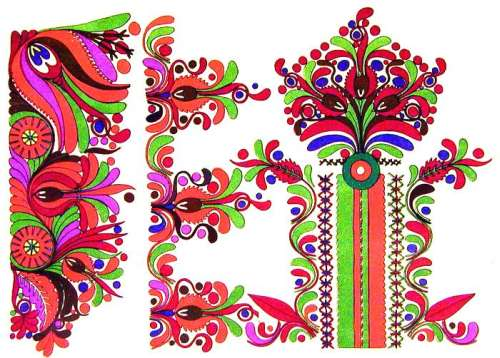
Motywy haftu Matyó na okładce ksiązki z 1928 roku

Matyó są społecznością, która wyodrębniła się jako grupa etniczna o własnej tożsamości kulturowej i unikatowej kulturze ludowej na przełomie XIX i XX wieku. Jej przedstawiciele zamieszkują miasto Mezőkövesd i okoliczne wsie (m.in. Tard i Szentistván) położone w komitacie Borsod-Abaúj-Zemplén, na styku Gór Bukowych (węg. Bükk hegység) i Wielkiej Niziny Węgierskiej (węg. Alföld), ok. 150 km na północny wschód od Budapesztu. Matyó są głównie członkami Kościoła rzymskokatolickiego, co odróżnia ich od mieszkańców okolicznych wiosek, którzy są protestantami.
Charakterystycznym elementem kultury Matyó jest sztuka ludowa wykorzystująca motywy kwiatowe do tworzenia tradycyjnych haftów i misternie zdobionych strojów oraz do dekorowania przedmiotów codziennego użytku, budynków i ich wnętrz. Hafty płaskie zdobią stroje ludowe, które są z dumą noszone przez mieszkańców podczas różnego rodzaju uroczystości, świąt oraz festiwali. Często pojawia się motyw róży, który wykonywany jest nie tylko w formie haftu, ale także np. malowany jest na meblach oraz stał się oficjalnym symbolem miasta Mezőkövesd.
Na początku XX wieku sztuka tworzona przez Matyó zdobyła powszechne uznanie w kraju i za granicą. Hafty Matyó przyczyniły się do umacniania tożsamości tej społeczności oraz poczucia własnej wartości jej przedstawicieli. Najbardziej znaną hafciarką oraz projektantką haftów była Kisjankó Bori.
W 1991 roku założono Stowarzyszenie Sztuki Ludowej Matyó, którego członkowie poznają motywy i techniki haftowania pod okiem mistrzów tego fachu. Tradycja jest dzięki temu przekazywana młodym pokoleniom, co pozwala na jej przetrwanie. Hafty najczęściej wykonywane są podczas spotkań, w których udział bierze kilka osób (tzw. kręgi hafciarek), co wzmacnia więzi międzyludzkie i pozwala na wymianę doświadczeń przy zachowaniu indywidualnej ekspresji artystycznej. Popularność haftu Matyó sprawiła, że dla wielu mieszkańców okolic Mezőkövesd jego wytwarzanie jest źródłem dodatkowego dochodu.

## Galeria

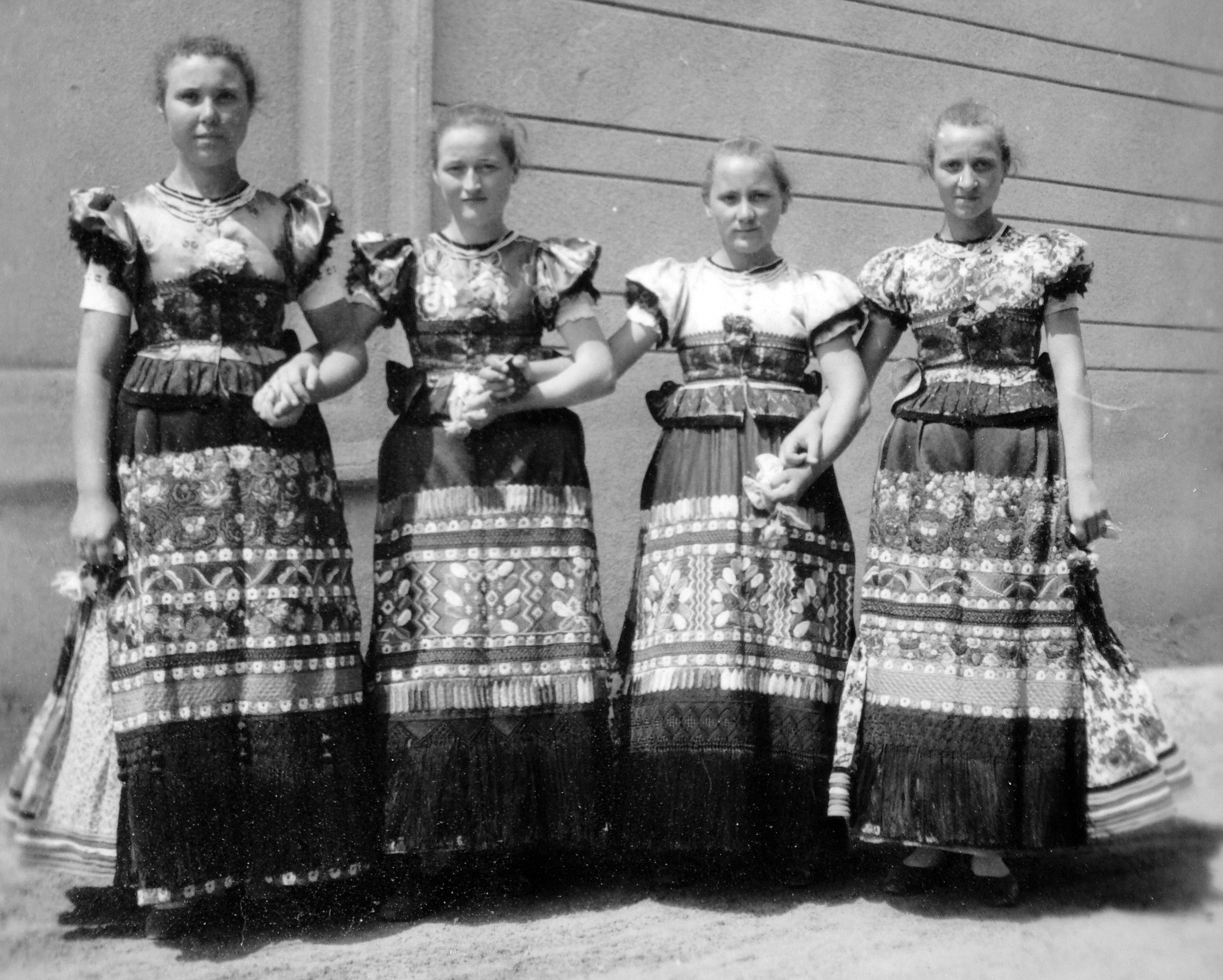
Dziewczęta w tradycyjnym stroju Matyó (1935)
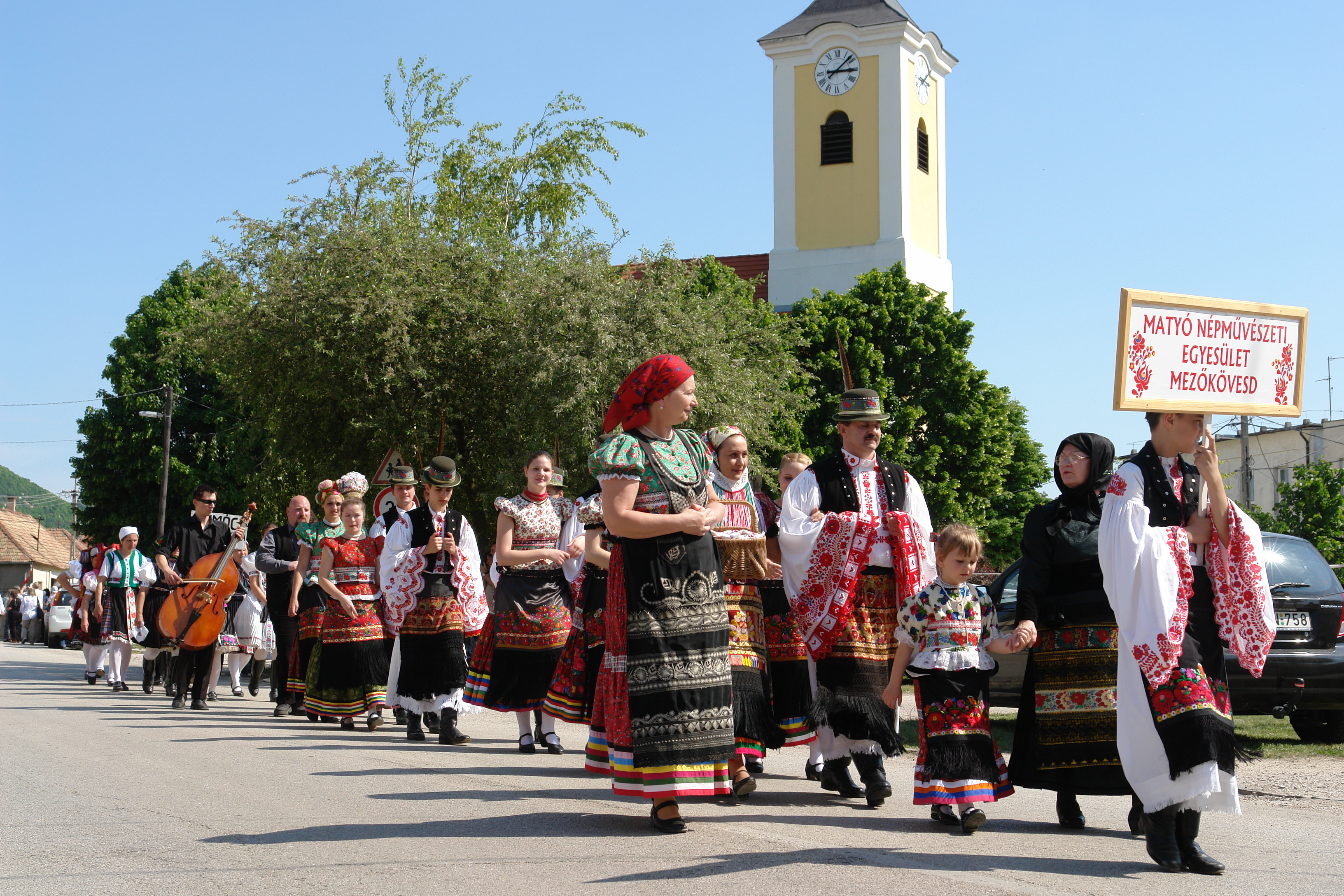
Przedstawiciele społeczności Matyó (2009)
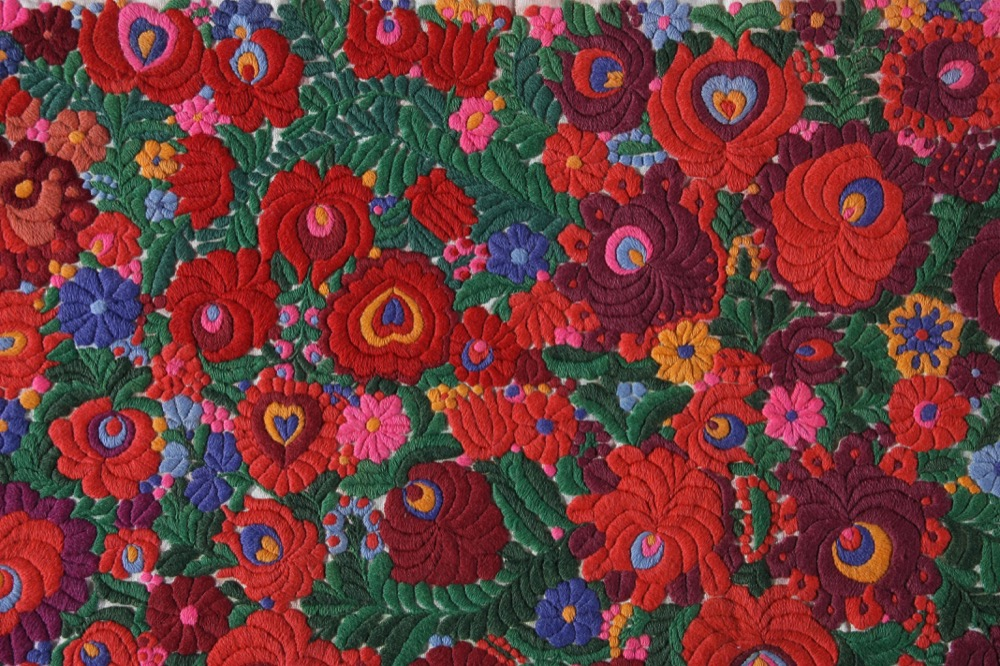
Haft Matyó będący dziełem Kisjankó Bori (2010)
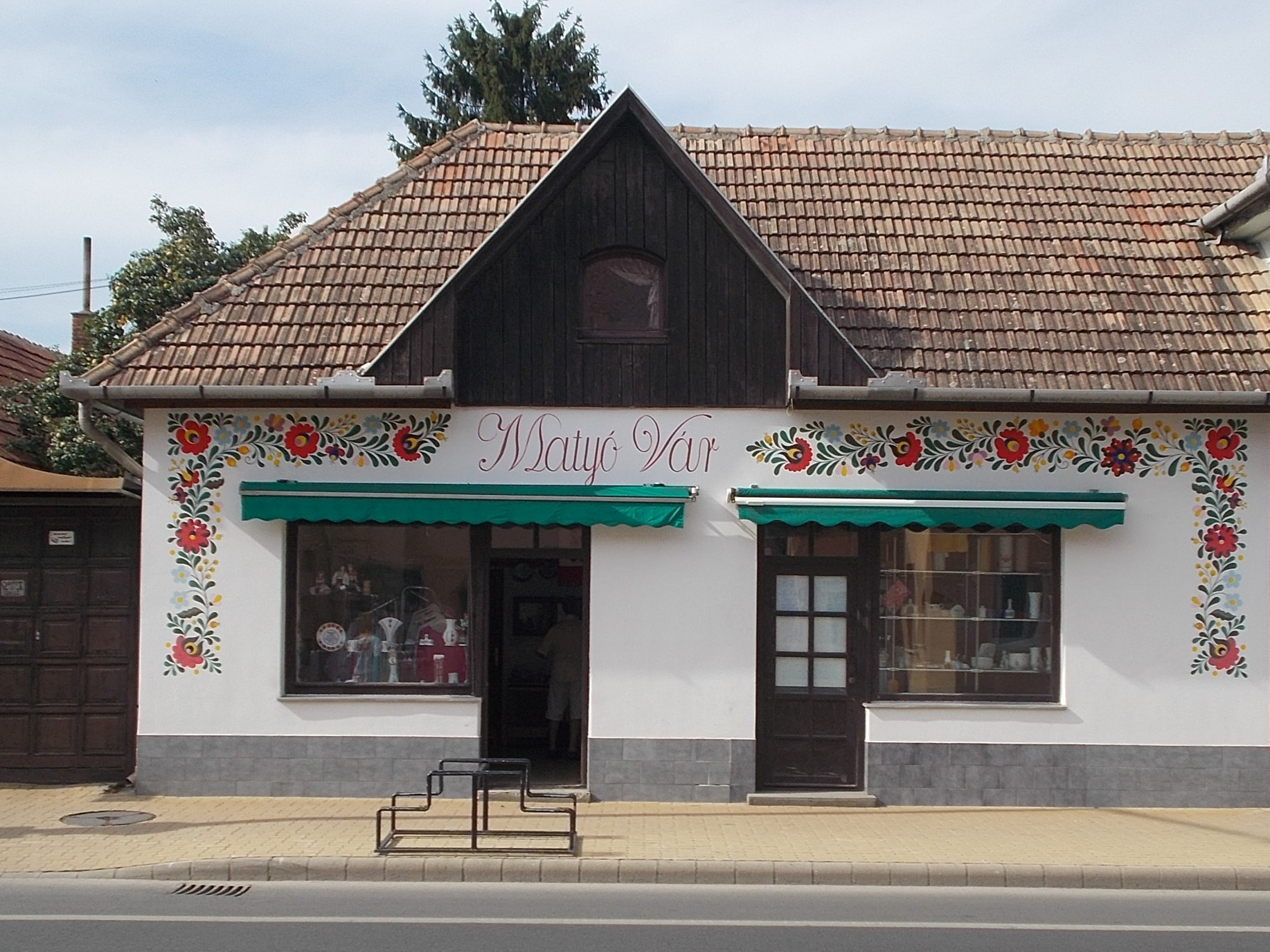
Sklep z pamiątkami w Mezőkövesd ozdobiony motywem haftu Matyó (2018)